# Metapeachia tropica
Metapeachia tropica är en havsanemonart som först beskrevs av M.V.N. Panikkar 1938.  Metapeachia tropica ingår i släktet Metapeachia och familjen Haloclavidae. Inga underarter finns listade i Catalogue of Life.